# Dusona lajae
Dusona lajae är en stekelart som beskrevs av Gupta 1977. Dusona lajae ingår i släktet Dusona och familjen brokparasitsteklar. Inga underarter finns listade i Catalogue of Life.